# Sarcosuchus
Sarcosuchus („krokodýl od řeky Sarco“) byl rod obřího krokodýlovitého tvora, vzdáleně příbuzného dnešním krokodýlům. Žil v období spodní křídy, zhruba před 115 až 110 miliony let na území dnešní Afriky (a zřejmě také Jižní Ameriky).

## Popis
Délka těla mohla u starších jedinců dosáhnout až 12 metrů a hmotnost přes 8 tun. Byl tedy dvakrát delší a čtyřikrát těžší než největší dnešní krokodýl mořský. Mezi pravěkými krokodýly mu konkurovaly jen tři rody, například o něco mladší Deinosuchus ze svrchní křídy Texasu nebo miocenní Purussaurus z Jižní Ameriky. Podle novějších odhadů pak jeho délka činila spíše 7,64 až 8,97 metru.
Lebka byla vyzbrojená relativně úzkými, ale velmi silnými čelistmi a mohla dosáhnout délky až 1,8 metru. Pro svou velikost byl tento obří krokodyliform oceněn přezdívkou „SuperCroc“ („Superkrokouš“). Síla stisku čelistí mohla dosáhnout extrémní hodnoty 80 kN, takže Sarcosuchus zřejmě dokázal ulovit i větší býložravé dinosaury, chodící pít k řece. Mohl se však živit také velkými rybami, které v tehdejších sladkovodních ekosystémech dosahovaly délky 1,8 metru a hmotnosti 90 kg. Sarkosuchus byl ve své době každopádně dominantním predátorem sladkovodního prostředí.
Tito velcí draví plazi obývali prostředí říčních delt s bohatými ekosystémy a živili se do značné míry velkými druhy ryb.

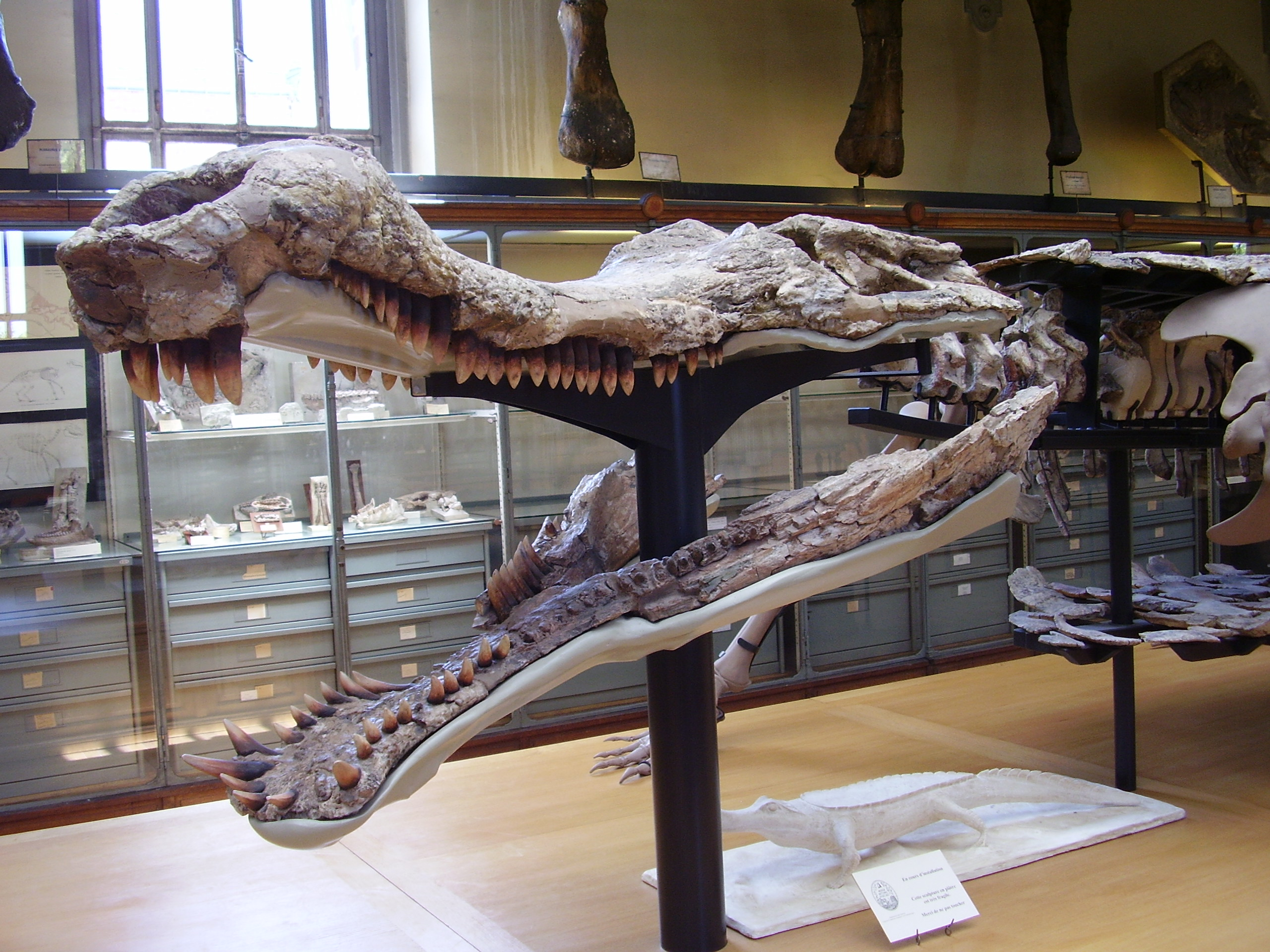
Lebka obřího krokodýla sarkosucha, Přírodovědecké muzeum v Paříži.